# Android 14
Android 14 is de veertiende grote uitgave van het mobiele besturingssysteem Android, ontwikkeld door de Open Handset Alliance onder leiding van het bedrijf Google.

## Geschiedenis
Android 14 (interne codenaam Upside Down Cake) werd aangekondigd in een Android-blogpost in 2022/2023, en de ontwikkelaarspreview werd onmiddellijk vrijgegeven voor de Google Pixel- serie (van Pixel 5 naar 7 Pro, waarbij de ondersteuning voor Pixel 5 naar Pixel 5a wordt geschrapt).
Bètaversie 1 is uitgebracht op 12 april 2023. Op 4 oktober 2023 is Android 14 algemeen beschikbaar geworden.

Android 14-logo

## Versies
- Developer Preview Versie 1, op 8 februari 2023
- Developer Preview Versie 2, op 8 maart 2023
- Bètaversie 1, op 12 april 2023
- Bètaversie 2, op 10 mei 2023
- Beta release 3, gepland voor 14 juni 2023